# Oscar des meilleurs maquillages et coiffures

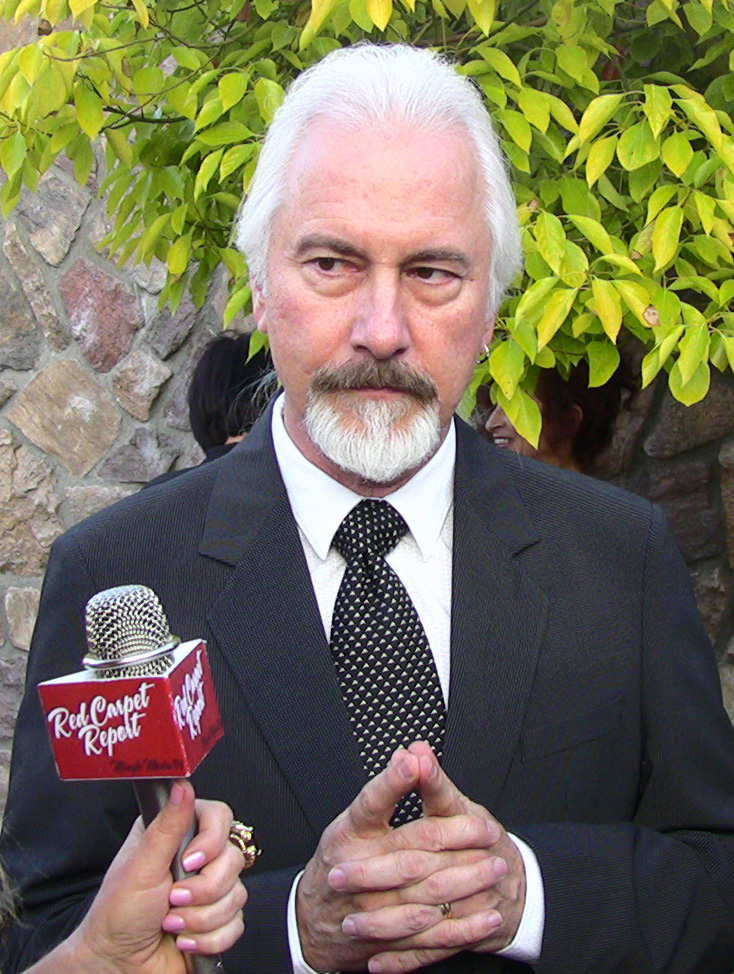
Rick Baker (ici aux Saturn Awards en 2011), est le plus récompensé dans cette catégorie avec 7 trophées.

L’Oscar des meilleurs maquillages et coiffures (Academy Award for Best Makeup and Hairstyling) est une récompense cinématographique américaine décernée chaque année, depuis 1982 par l’Academy of Motion Picture Arts and Sciences (AMPAS), laquelle décerne également tous les autres Oscars. La catégorie a d'abord été appelée Oscar du meilleur maquillage (Academy Award for Best Makeup) jusqu'en 2012, puis la coiffure a été incluse dans cette récompense au côté du maquillage.
Ce prix récompense les créateurs des meilleurs maquillages et coiffures pour un film de l'année écoulée. Le nombre de nominations dans cette catégorie varie de deux à quatre, contrairement aux catégories principales qui en comptent généralement cinq.

## Palmarès
Note : L'année indiquée est celle de la cérémonie, récompensant les films sortis au cours de l'année précédente. Les lauréats sont indiqués en tête de chaque catégorie et en caractères gras.
Avant la création officielle du prix, deux maquilleurs ont reçu un Oscar d'honneur pour leur travail :
- 1965 : William Tuttle pour Le Cirque du docteur Lao (7 Faces of Dr. Lao)
- 1969 : John Chambers pour La Planète des singes (Planet of the Apes)

### Années 1980
- 1982 : Le Loup-garou de Londres (An American Werewolf in London) – Rick Baker
  - Heartbeeps – Stan Winston
- 1983 : La Guerre du feu – Sarah Monzani et Michele Burke
  - Gandhi – Tom Smith
- 1984 : Non décerné
- 1985 : Amadeus – Paul LeBlanc et Dick Smith
  - Greystoke, la légende de Tarzan (Greystoke: The Legend of Tarzan, Lord of the Apes) – Rick Baker et Paul Engelen
  - 2010 : L'Année du premier contact (2010) – Michael Westmore (en)
- 1986 : Mask – Michael Westmore (en) et Zoltan Elek
  - La Couleur pourpre (The Color Purple) – Ken Chase
  - Remo sans arme et dangereux (Remo Williams: The Adventure Begins) – Carl Fullerton
- 1987 : La Mouche (The Fly) – Chris Walas et Stephan Dupuis
  - Le Clan de la caverne des ours (The Clan of the Cave Bear) – Michael Westmore (en) et Michèle Burke
  - Legend – Rob Bottin et Peter Robb-King
- 1988 : Bigfoot et les Henderson (Harry and the Hendersons) – Rick Baker
  - Happy New Year – Bob Laden
- 1989 : Beetlejuice – Ve Neill, Steve LaPorte et Robert Short
  - Un prince à New York (Coming to America) – Rick Baker
  - Fantômes en fête (Scrooged) – Tom Burman et Bari Dreiband-Burman

### Années 1990
- 1990 : Miss Daisy et son chauffeur (Driving Miss Daisy) – Manlio Rocchetti, Kevin Haney et Lynn Barber
  - Les Aventures du baron de Münchhausen (The Adventures of Baron Munchausen) – Maggie Weston et Fabrizio Sforza
  - Mon père (Dad) – Dick Smith, Ken Diaz et Greg Nelson
- 1991 : Dick Tracy – John Caglione Jr et Doug Drexler
  - Cyrano de Bergerac – Michèle Burke et Jean-Pierre Eychenne
  - Edward aux mains d'argent (Edward Scissorhands) – Ve Neill et Stan Winston
- 1992 : Terminator 2 : Le Jugement dernier (Terminator 2: Judgment Day) – Stan Winston et Jeff Dawn
  - Hook ou la Revanche du capitaine Crochet (Hook) – Christina Smith, Monty Westmore et Greg Cannom
  - Star Trek 6 : Terre inconnue (Star Trek VI: The Undiscovered Country) – Michael Mills, Edward French et Richard Snell
- 1993 : Dracula (Bram Stoker's Dracula) – Michele Burke, Greg Cannom et Matthew W. Mungle
  - Batman : Le Défi (Batman Returns) – Ve Neill, Ronnie Specter et Stan Winston
  - Hoffa – Ve Neill, Greg Cannom et John Blake
- 1994 : Madame Doubtfire (Mrs. Doubtfire) – Greg Cannom, Ve Neill et Yolanda Toussieng
  - Philadelphia – Carl Fullerton et Alan D'Angerio
  - La Liste de Schindler (Schindler's List) – Christina Smith, Matthew Mungle et Judy Alexander Cory
- 1995 : Ed Wood – Rick Baker, Ve Neill et Yolanda Toussieng
  - Forrest Gump – Daniel C. Striepeke, Hallie D'Amore et Judith A. Cory
  - Frankenstein (Mary Shelley's Frankenstein) – Daniel Parker, Paul Engelen et Carol Hemming
- 1996 : Braveheart – Peter Frampton, Paul Pattison et Lois Burwell
  - My Family – Ken Diaz et Mark Sanchez
  - Un ménage explosif (Roommates) – Greg Cannom, Bob Laden et Colleen Callaghan
- 1997 : Le Professeur Foldingue (The Nutty Professor) – Rick Baker et David Leroy Anderson
  - Les Fantômes du passé (Ghosts of Mississippi) – Matthew W. Mungle et Deborah La Mia Denaver
  - Star Trek : Premier Contact (Star Trek: First Contact) – Michael Westmore (en), Scott Wheeler et Jake Garber
- 1998 : Men in Black – Rick Baker et David Leroy Anderson
  - La Dame de Windsor (Mrs. Brown) – Lisa Westcott, Veronica Brebner et Beverley Binda
  - Titanic – Tina Earnshaw, Greg Cannom et Simon Thompson
- 1999 : Elizabeth – Jenny Shircore
  - Il faut sauver le soldat Ryan (Saving Private Ryan) – Lois Burwell, Conor O'Sullivan et Daniel C. Striepeke
  - Shakespeare in Love – Lisa Westcott et Veronica Brebner

### Années 2000
- 2000 : Topsy-Turvy – Christine Blundell et Trefor Proud
  - Austin Powers 2 : L'Espion qui m'a tirée (Austin Powers: The Spy Who Shagged Me) – Michèle Burke et Mike Smithson
  - L'Homme bicentenaire (Bicentennial Man) – Greg Cannom
  - Perpète (Life) – Rick Baker
- 2001 : Le Grinch (How the Grinch Stole Christmas!) – Rick Baker et Gail Ryan
  - The Cell – Michèle Burke et Edouard Henriques
  - L'Ombre du vampire (Shadow of the Vampire) – Ann Buchanan et Amber Sibley
- 2002 : Le Seigneur des anneaux : La Communauté de l'anneau (The Lord of The Rings: The Fellowship of the Ring) – Peter Owen et Richard Taylor
  - Un homme d’exception (A Beautiful Mind) – Greg Cannom et Colleen Callaghan
  - Moulin Rouge (Moulin Rouge!) – Maurizio Silvi et Aldo Signoretti
- 2003 : Frida – John Jackson et Beatrice De Alba
  - La Machine à explorer le temps (The Time Machine) – John M. Elliott Jr. et Barbara Lorenz
- 2004 : Le Seigneur des anneaux : Le Retour du roi (The Lord of the Rings: The Return of the King) – Richard Taylor et Peter King
  - Master and Commander : De l'autre côté du monde (Master and Commander: The Far Side of the World) – Edouard Henriques et Yolanda Toussieng
  - Pirates des Caraïbes : La Malédiction du Black Pearl (Pirates of the Caribbean: The Curse of the Black Pearl) – Ve Neill et Martin Samuel
- 2005 : Les Désastreuses Aventures des orphelins Baudelaire (Lemony Snicket's A Series of Unfortunate Events) – Valli O'Reilly et Bill Corso
  - La Passion du Christ (The Passion of the Christ) – Keith VanderLaan et Christien Tinsley
  - Mar adentro – Jo Allen et Manuel García
- 2006 : Le Monde de Narnia : Le Lion, la Sorcière blanche et l'Armoire magique (The Chronicles of Narnia : The Lion, the Witch and the Wardrobe) – Howard Berger et Tami Lane
  - De l'ombre à la lumière (Cinderella Man) – David Leroy Anderson et Lance Anderson
  - Star Wars, épisode III : La Revanche des Sith (Star Wars Episode III: Revenge of the Sith) – Dave Elsey et Nikki Gooley
- 2007 : Le Labyrinthe de Pan (El Laberinto del fauno) – David Marti et Montse Ribé
  - Apocalypto – Aldo Signoretti et Vittorio Sodano
  - Click : Télécommandez votre vie (Click) – Kazuhiro Tsuji et Bill Corso
- 2008 : La Môme – Didier Lavergne et Jan Archibald
  - Norbit – Rick Baker et Kazuhiro Tsuji
  - Pirates des Caraïbes : Jusqu'au bout du monde (Pirates of the Caribbean: At World's End) – Ve Neill et Martin Samuel
- 2009 : L'Étrange Histoire de Benjamin Button (The Curious Case of Benjamin Button) – Greg Cannom
  - The Dark Knight : Le Chevalier noir (The Dark Knight) – John Caglione Jr. et Conor O'Sullivan
  - Hellboy 2 (Hellboy II: The Golden Army) – Mike Elizalde et Thom Floutz

### Années 2010
- 2010 : Star Trek – Barney Burman, Mindy Hall et Joel Harlow
  - Il divo – Aldo Signoretti et Vittorio Sodano
  - Victoria : Les Jeunes Années d'une reine (The Young Victoria) – Jon Henry Gordon et Jenny Shircore
- 2011 : Wolfman (The Wolfman) – Rick Baker et Dave Elsey
  - Le Monde de Barney (Barney's Version) – Adrien Morot
  - Les Chemins de la liberté (The Way Back) – Edouard F. Henriques (en), Gregory Funk et Yolanda Toussieng
- 2012 : La Dame de fer (The Iron Lady) – Mark Coulier et J. Roy Helland
  - Albert Nobbs – Martial Corneville, Lynn Johnson et Matthew W. Mungle
  - Harry Potter et les Reliques de la Mort – 2e partie (Harry Potter and the Deathly Hallows) – Nick Dudman, Amanda Knight et Lisa Tomblin

En 2013, renommage de la catégorie en « Oscar des meilleurs maquillages et coiffures ».
- 2013 : Les Misérables – Lisa Westcott et Julie Dartnell
  - Hitchcock – Peter Montagna, Martin Samuel et Howard Berger
  - Le Hobbit : Un voyage inattendu (The Hobbit: An Unexpected Journey) – Peter Swords King, Tami Lane et Rick Findlater
- 2014 : Dallas Buyers Club – Adruitha Lee et Robin Mathews
  - Jackass Presents: Bad Grandpa – Stephen Prouty
  - Lone Ranger, naissance d'un héros (The Lone Ranger) – Joel Harlow et Gloria Pasqua-Casny
- 2015 : The Grand Budapest Hotel – Frances Hannon et Mark Coulier
  - Foxcatcher – Bill Corso et Dennis Liddiard
  - Les Gardiens de la Galaxie (Guardians of the Galaxy) – Elizabeth Yianni-Georgiou et David White
- 2016 : Mad Max: Fury Road – Lesley Vanderwalt, Elka Wardega et Damian Martin
  - The Revenant – Siân Grigg, Duncan Jarman and Robert Pandini
  - Le Vieux qui ne voulait pas fêter son anniversaire (Hundraåringen som klev ut genom fönstret och försvann) – Love Larson et Eva von Bahr
- 2017 : Suicide Squad – Alessandro Bertolazzi, Giorgio Gregorini et Christopher Nelson
  - Mr. Ove (En man som heter Ove) – Eva von Bahr (en) et Love Larson (en)
  - Star Trek : Sans limites (Star Trek Beyond) – Joel Harlow (en) et Richard Alonzo
- 2018 : Les Heures sombres – Kazuhiro Tsuji, David Malinowski et Lucy Sibbick
  - Confident royal – Daniel Phillips et Lou Sheppard
  - Wonder – Arjen Tuiten
- 2019 : Vice - Greg Cannom, Kate Biscoe et Patricia DeHaney
  - Border - Göran Lundström et Pamela Goldammer
  - Mary Stuart, reine d'Écosse Jenny Shircore, Marc Pilcher et Jessica Brooks

### Années 2020
- 2020 : Scandale (Bombshell) - Kazuhiro Tsuji|Kazu Hiro, Anne Morgan et Vivian Baker
  - Joker - Nicki Ledermann et Kay Georgiou
  - Judy - Jeremy Woodhead
  - Maléfique : Le Pouvoir du mal - Paul Gooch, Arjen Tuiten et David White
  - 1917 - Naomi Donne, Tristan Versluis et Rebecca Cole
- 2021 : Le Blues de Ma Rainey - Matiki Anoff, Mia Neal, Larry M. Cherry
  - Emma. - Marese Langan, Laura Allen, and Claudia Stolze
  - Une ode américaine - Eryn Krueger Mekash, Patricia Dehaney, Matthew Mungle
  - Mank - Kimberley Spiteri, Gigi Williams
  - Pinocchio - Dalia Colli, Mark Coulier, Francesco Pegoretti
- 2022 : Dans les yeux de Tammy Faye (The Eyes of Tammy Faye) – Linda Dowds, Stephanie Ingram et Justin Raleigh
  - Cruella – Nadia Stacey, Naomi Donne et Julia Vernon
  - Dune – Donald Mowat, Love Larson et Eva von Bahr
  - Un prince à New York 2 (Coming 2 America) – Mike Marino, Stacey Morris et Carla Farmer
  - House of Gucci – Göran Lundström, Anna Carin Lock et Frederic Aspiras
- 2023 : The Whale – Anne Marie Bradley, Judy Chin, Adrien Morot
  - À l'Ouest, rien de nouveau (Im Westen nichts Neues) – Heike Merker
  - The Batman – Naomi Donne, Mike Marino, Zoe Tahir
  - Elvis – Jason Baird, Mark Coulier, Louise Coulston, Shane Thomas
  - Black Panther: Wakanda Forever – Camille Friend, Joel Harlow
- 2024 : Pauvres Créatures (Poor Things) – Nadia Stacey, Mark Coulier et Josh Weston
  - Golda – Karen Hartley Thomas, Suzi Battersby et Ashra Kelly-Blue
  - Le Cercle des neiges (Sociedad de la nieve) – Ana López-Puigcerver, David Martí et Montse Ribé
  - Maestro – Kazu Hiro, Kay Georgiou et Lori McCoy-Bell
  - Oppenheimer – Luisa Abel

- 2025 : The Substance – Pierre-Oliver Persin, Stéphanie Guillon et Marilyne Scarselli
  - A Different Man – Mike Marino, David Presto et Crystal Jurado
  - Emilia Pérez – Julia Floch Carbonel, Emmanuel Janvier et Jean-Christophe Spadaccini
  - Nosferatu – David White, Traci Loader et Suzanne Stokes-Munton
  - Wicked – Frances Hannon, Laura Blount et Sarah Nuth

## Commentaires
- Le maquilleur le plus récompensé est Rick Baker avec sept trophées remportés.